# Seminabathea
Seminabathea là một chi bọ cánh cứng trong họ Chrysomelidae.
Chi này được miêu tả khoa học năm 1994 bởi Borowiec.

## Các loài
Chi này gồm các loài:
- Seminabathea arabica (Spaeth, 1911)